# Domenico Montrone
Domenico Montrone (* 1. Mai 1986 in Modugno) ist ein italienischer Ruderer, der in seiner Karriere immer wieder zwischen Skull- und Riemenbooten wechselte. 2016 gewann er im Vierer ohne Steuermann die olympische Bronzemedaille.

## Sportliche Karriere
Bei den Junioren-Weltmeisterschaften gewann er 2002 die Silbermedaille mit dem italienischen Achter. Nach einem achten Platz im Doppelvierer 2003 gewann er 2004, seinem letzten Juniorenjahr, zusammen mit Andrea Tranquilli die Goldmedaille im Doppelzweier. 2006 debütierte Montrone als Mitglied des italienischen Doppelvierers im Ruder-Weltcup. Bei den U23-Weltmeisterschaften gewann er 2006 Bronze mit dem Achter, bei den Weltmeisterschaften 2006 belegte er den vierten Platz mit dem Doppelvierer. 2007 belegte er mit dem Doppelvierer den vierten Platz bei den U23-Weltmeisterschaften. Im Olympiajahr 2008 belegte er im Doppelzweier den fünften Platz bei den U23-Weltmeisterschaften. Im gleichen Jahr gewann er seine erste internationale Medaille im Erwachsenenbereich: Bei den Europameisterschaften in Athen siegte im Vierer ohne Steuermann das Boot der gastgebenden Griechen vor den Italienern mit Domenico Montrone, Romano Battisti, Sergio Canciani und Andrea Tranquilli. 
Nach einem Jahr Pause kehrte Montrone auf die internationalen Regattastrecken zurück. Im Weltcup trat er im Doppelzweier und im Achter an. Bei den Europameisterschaften 2010 belegte er mit dem Achter den sechsten Platz, 2011 erreichte er mit dem Doppelzweier ebenfalls den sechsten Platz. 2012 versuchte Montrone sich im Einer für die Olympischen Spiele zu qualifizieren, erreichte aber bei der Regatta in Luzern nicht das Finale. Bei den Europameisterschaften 2012 vor heimischem Publikum in Varese belegte er den 16. Rang. 
2013 belegte er beim Weltcup in Luzern den siebten Platz mit dem Achter, bei den Weltmeisterschaften erreichte er mit dem Doppelvierer den siebten Platz. 2014 ruderte er im Achter auf den elften Platz bei den Europameisterschaften, bei den Weltmeisterschaften erreichte der Achter den neunten Rang. 2015 startete er im Weltcup im Zweier ohne Steuermann und im Achter, bei den Weltmeisterschaften belegte er mit dem Achter den sechsten Platz. 2016 belegte der italienische Achter beim Weltcup-Auftakt in Varese den zweiten Platz, bei der Olympiaqualifikation in Luzern kam der Achter auf den dritten Platz. In Posen trat Montrone bei der dritten Weltcupregatta zusammen mit Giovanni Abagnale im Zweier ohne Steuermann an und erreichte den sechsten Platz. 
2015 war der italienische Vierer ohne Steuermann mit Marco Di Costanzo, Matteo Castaldo, Matteo Lodo und Giuseppe Vicino zum Weltmeistertitel gerudert. Für die Olympischen Spiele 2016 rückte Marco Di Costanzo zu Giovanni Abagnale in den Zweier, Montrone wechselte in den Vierer. Zusammen mit Castaldo, Lodo und Vicino gewann Montrone im italienischen Vierer die Bronzemedaille hinter den Briten und den Australiern. Bei den Europameisterschaften 2017 siegte der italienische Vierer ohne Steuermann mit Di Costanzo, Abagnale, Castaldo und Montrone, und zum Abschluss der Saison gewann das Quartett Silber bei den Weltmeisterschaften in Florida hinter Australien.
Der etwa 1,90 m große Domenico Montrone begann 1997 bei CUS Bari mit dem Rudersport. Später wechselte er zu Fiamme Gialle.